# Tăng trương lực cơ
Tăng trương lực cơ / hypertonia là một thuật ngữ đôi khi được sử dụng đồng nghĩa với sự co cứng và cứng cơ trong các tài liệu nói về chấn thương của hệ thần kinh trung ương, cụ thể là tổn thương tế bào thần kinh vận động trên. Khả năng suy yếu của các tế bào thần kinh vận động bị tổn thương để điều chỉnh các con đường giảm dần dẫn đến các phản xạ cột sống bị rối loạn, tăng tính dễ bị kích thích của các trục cơ và giảm ức chế synaptic. Những hậu quả này dẫn đến tăng trương lực cơ bất thường của các cơ có triệu chứng. Một số tác giả cho rằng định nghĩa hiện tại về độ co cứng, hoạt động quá mức phụ thuộc vào vận tốc của phản xạ căng cơ, là không đủ vì nó không tính đến các bệnh nhân biểu hiện tăng trương lực cơ khi không có phản xạ căng quá mức. Thay vào đó, họ cho rằng " tăng trương lực đảo ngược " là phù hợp hơn và đại diện cho một tình trạng có thể điều trị đáp ứng với các phương thức trị liệu khác nhau như thuốc và/hoặc vật lý trị liệu.

## Triệu chứng
Các triệu chứng liên quan đến rối loạn hệ thống thần kinh trung ương được phân loại thành các loại tích cực và tiêu cực. Các triệu chứng tích cực bao gồm những triệu chứng làm tăng hoạt động của cơ thông qua sự kích thích quá mức của phản xạ căng (tức là cứng và co cứng) trong đó các triệu chứng tiêu cực bao gồm những hoạt động không đủ của cơ bắp (tức là yếu cơ) và giảm chức năng vận động. Thông thường hai phân loại được cho là các thực thể riêng biệt của một loại rối loạn; tuy nhiên, một số tác giả đề xuất rằng chúng có thể liên quan chặt chẽ với nhau.

## Sinh lý bệnh
Tăng trương lực cơ được gây ra bởi các tổn thương tế bào thần kinh vận động trên có thể do chấn thương, bệnh hoặc các điều kiện liên quan đến tổn thương hệ thống thần kinh trung ương. Việc thiếu hoặc giảm chức năng tế bào thần kinh vận động trên dẫn đến mất sự ức chế với sự tăng động của các tế bào thần kinh vận động thấp hơn. Các dạng khác nhau của yếu cơ hoặc tăng động có thể xảy ra dựa trên vị trí của tổn thương, gây ra vô số các triệu chứng thần kinh, bao gồm co cứng, cứng cơ hoặc dystonia.

## Điều trị
Theo các chuyên gia từ Trung tâm phục hồi chức năng Vina Health thì nguyên tắc cơ bản của điều trị chứng tăng trương lực cơ là tránh các kích thích bất lợi và tập luyện phục hồi chức năng thường xuyên. Ngoài ra phân loại chính xác dạng tăng trương lực cơ đang mắc phải là yếu tố quyết định việc chọn phương pháp điều trị nào hiệu quả.
Có thể kể đến hai phương pháp thường được áp dụng:
Sử dụng thuốc
Ba loại thuốc baclofen, diazepam và dantrolen thường được sử dụng phổ biến nhất trong điều trị tăng trương lực cơ. Baclofen nói chung là thuốc được lựa chọn cho các loại co cứng tủy sống, trong khi natri dantrolene là tác nhân duy nhất tác động trực tiếp lên mô cơ. Phenytoin với chlorpromazine có thể có khả năng hữu ích nếu thuốc an thần không giới hạn việc sử dụng chúng. Sử dụng thuốc chống co thắt bắt buộc phải theo chỉ định của bác sĩ, trường hợp tự ý sử dụng có thể gây hậu quả nghiêm trọng cho trẻ.
Phục hồi chức năng
Phục hồi chức năng đã được chứng minh là có hiệu quả trong việc kiểm soát chứng tăng trương lực cơ, thông qua việc tập luyện thường xuyên, nhằm mục đích giảm kích thích tế bào thần kinh vận động. Mục đích vật lý trị liệu / phục hồi chức năng là tạo cho trẻ có cảm giác về vị trí và tạo điều kiện cho các kiểu vận động bình thường.